# 狭瓣贝母兰
狭瓣贝母兰（学名：Coelogyne punctulata）为兰科贝母兰属下的一个种。

## 扩展阅读
- 維基物種上的相關：狭瓣贝母兰